# 彈藥
彈藥（ammunition或munition，簡稱ammo）一般泛指在戰爭中使用可以發射的各種物品，狹義的彈藥包含火炮與槍械使用的炮彈和子彈。廣義上還包括各類炸彈，飛彈，地雷以及水雷等。
彈藥的基本結構包含產生推進力的火藥，與被推送出去的彈頭。在使用金屬材質將兩者包裝為一體之前，他們是分開儲存與運送，僅在發射前才會放在一起。通常以口徑作分類。